# Indianeragent (Vereinigte Staaten)
Als Indianeragent (Engl.: Indian Agent) wurde der für die Administration von Indianerangelegenheiten (Engl.: Indian affairs) und den Handel mit der indigenen Bevölkerung zuständige, lokale Vertreter des Bureau of Indian Affairs (engl. für Amt für indianische Angelegenheiten – BIA) bezeichnet. Das ursprünglich dem Kriegsministerium unterstellte BIA ist seit 1849 eine Abteilung des Innenministeriums der Vereinigten Staaten. Die vom BIA eingesetzten Agenten dienten insbesondere als Sprachrohr der Regierung, Beobachter indianischer Aktivitäten und Verbindung zwischen Indianern und weißen Kolonisten. Sie wurden überwiegend im Grenzland der expandierenden Vereinigten Staaten eingesetzt und sollten nach Willen der Regierung unter den Indianern leben, um deren Akkulturation voranzutreiben. Die Agenten konnten jedoch auch für spezielle Aufgaben berufen werden, beispielsweise als „Removal Agents“ (engl. für Umsiedlungsagenten), die die Umsiedlung der Indianer im Rahmen des Pfad der Tränen leiteten.
Die Beauftragung erfolgte auf der Grundlage des „Act to Regulate Trade and Intercourse with the Indian Tribes, and to Preserve Peace on  the Frontiers.“ (engl. für Gesetz zur Regelung des Handels und der Beziehungen mit den Indianern und um den Frieden im Grenzland zu bewahren) vom 3. März 1799 und der Erweiterung vom 30. März 1802. Vielfach wurde diese Aufgabe von Offizieren des U.S. Militärs wahrgenommen und war in etlichen Fällen auch das Sprungbrett zu einer politischen Karriere. Zu Beginn des 20. Jahrhunderts wurde das Amt des Indianeragenten abgeschafft.

## Bekannte Indianeragenten
- Pierce Mason Butler (1798–1846)
- Christopher Houston "Kit" Carson (1809–1868)
- William Clark (1770–1838)
- Robert Wilkinson Furnas (1824–1905)
- George Strother Gaines (1784–1873)
- Thomas Jacob Galbraith (1825–1909)
- David Brydie Mitchell (1766–1837)
- Thomas Posey (1750–1818)
- Henry Rowe Schoolcraft (1793–1864)